# Trichomasthus nubilipennis
Trichomasthus nubilipennis är en stekelart som först beskrevs av Girault 1909.  Trichomasthus nubilipennis ingår i släktet Trichomasthus och familjen sköldlussteklar. Inga underarter finns listade i Catalogue of Life.